# Tudelilla
Tudelilla è un comune spagnolo di 418 abitanti situato nella comunità autonoma di La Rioja.